# Rivière du Pin Blanc
La rivière du Pin Blanc est un affluent de la rivière Kipawa. Elle coule dans le territoire non organisé des Lacs-du-Témiscamingue, dans la municipalité régionale de comté (MRC) de Témiscamingue, dans la région administrative de Abitibi-Témiscamingue, au Québec, au Canada.
La rivière du Pin Blanc coule entièrement en territoire forestier dont l’activité économique principale est la foresterie. La surface de la rivière est habituellement gelée de la mi-décembre à la mi-avril.

## Toponymie
Le nom de la rivière du Pin Blanc fait référence à la présence de nombreux pins blancs dans le secteur. Il a été officialisé le 5 décembre 1968 dans la Banque des noms de lieux du Québec de la Commission de toponymie.

## Géographie
La rivière du Pin Blanc prend sa source à 63,5 km au nord-est de Mattawa et à 14,3 km au sud-est du lac Dumoine.
Les bassins versants voisins sont :
- Côté Nord : Ruisseau Grassy, ruisseau Florio, Lac Dumoine, rivière Kipawa ;
- Côté Est : Lac Ramé, Rivière Dumoine ;
- Côté Sud : Lac du Fils, Rivière Fildegrand ;
- Côté Ouest : Rivière Kipawa.

La « Rivière du Pin Blanc » coule sur 39,3 km selon les segments suivants :
- 8,5 km vers le nord, en traversant la partie nord-est du lac la Garde (altitude : 331 m), jusqu'à son embouchure ;
- 14,3 km vers le nord, jusqu'à la décharge du lac Nitakoton Niwakwan (venant du sud-est) ;
- 8,4 km vers le nord, en traversant une zone de marais, jusqu'au ruisseau Bogue (venant du nord-est) ;
- 3,8 km en serpentant vers l'ouest en zone de marais sur 1,5 km, puis vers le sud en traversant le lac du Marécage jusqu'à l’embouchure ;
- 2,1 km vers l'ouest en traversant des rapides, dont 1,6 km en traversant le Petit lac du Marécage, jusqu'à son embouchure ;
- 2,2 km vers le sud-ouest, jusqu'à sa confluence[3].

La Rivière du Pin Blanc se décharge sur la rive est de la rivière Kipawa. Cette confluence est située à 12,8 km à l'est du lac Kikwissi, à 62,3 km au nord-est du village de Témiscaming.
À partir de cette confluence, le courant de la rivière du Pin Blanc se déverse dans la rivière Kipawa laquelle coule vers le sud-est jusqu’à la rive nord de la rivière Gatineau.